# Heterodon zachodni
Heterodon zachodni (Heterodon nasicus) – gatunek węża z rodziny połozowatych (Colubridae).

## Wygląd
Długość ciała samca wynosi 60–65 cm, natomiast samicy 75–80 cm. Krępe ciało ze słabo wyodrębnioną głową. Umaszczenie jasnobrązowe, szare lub żółtoszare, z brązowymi plamami na grzbiecie. Okrągłe źrenice. Charakterystyczny trójkątny wyrostek z przodu pyska.

## Występowanie
Ameryka Północna – południowa Kanada i Stany Zjednoczone.

## Systematyka
Gatunek ten jest obecnie uznawany za monotypowy. Podgatunek gloydi został zsynonimizowany z nominatywnym, a podgatunek kennerlyi z południa USA i Meksyku został wyodrębniony jako osobny gatunek (Heterodon kennerlyi).

## Tryb życia
Najbardziej aktywny rano i późnym popołudniem. Żywi się płazami, jaszczurkami i innymi wężami. W razie zagrożenia potrafi udawać martwego. Na wolności żyje zwykle do 10 lat, w niewoli do 15. Warunkowo jadowity.